# 尼崎站 (JR西日本)
尼崎站（日语：／ Amagasaki eki */?）位於日本兵庫縣尼崎市潮江1丁目1番1號，屬於西日本旅客鐵道(JR西日本)的鐵路車站。但尼崎市的中心車站是阪神電鐵尼崎站。2003年（平成15年），入選近畿車站百選（第四回）。

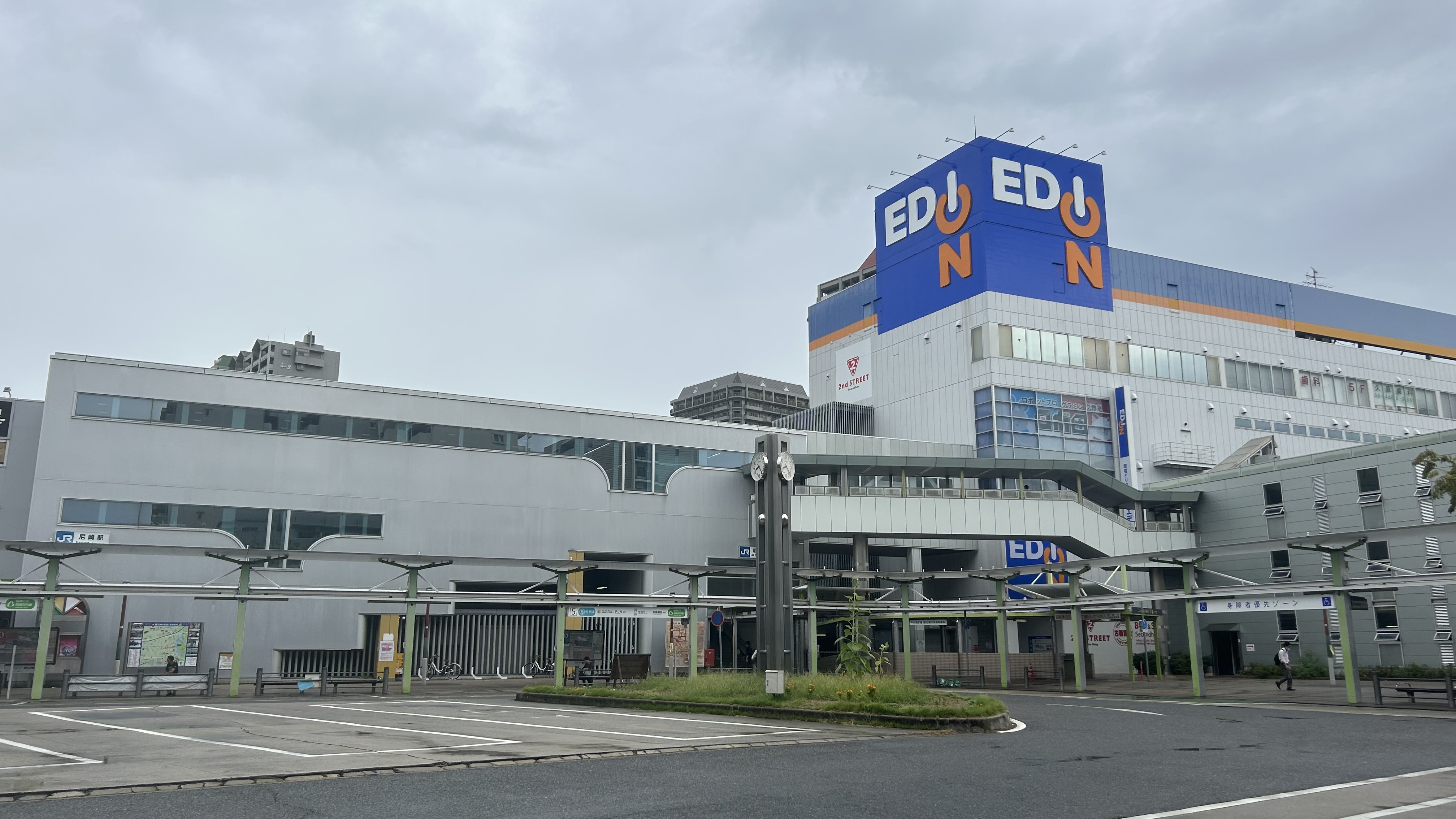
南口

## 使用路線
- 東海道本線（ JR神戶線，此站的所屬線[1]） - 車站編號為JR-A49。
- 福知山線（ JR寶塚線，以此站為起點。但是所有列車直通至東海道本線和JR東西線） - 車站編號為JR-G49。
- JR東西線（以此站為終點。但是除一部分列車外直通至東海道本線與福知山線） - 車站編號為JR-H49。

## 車站構造

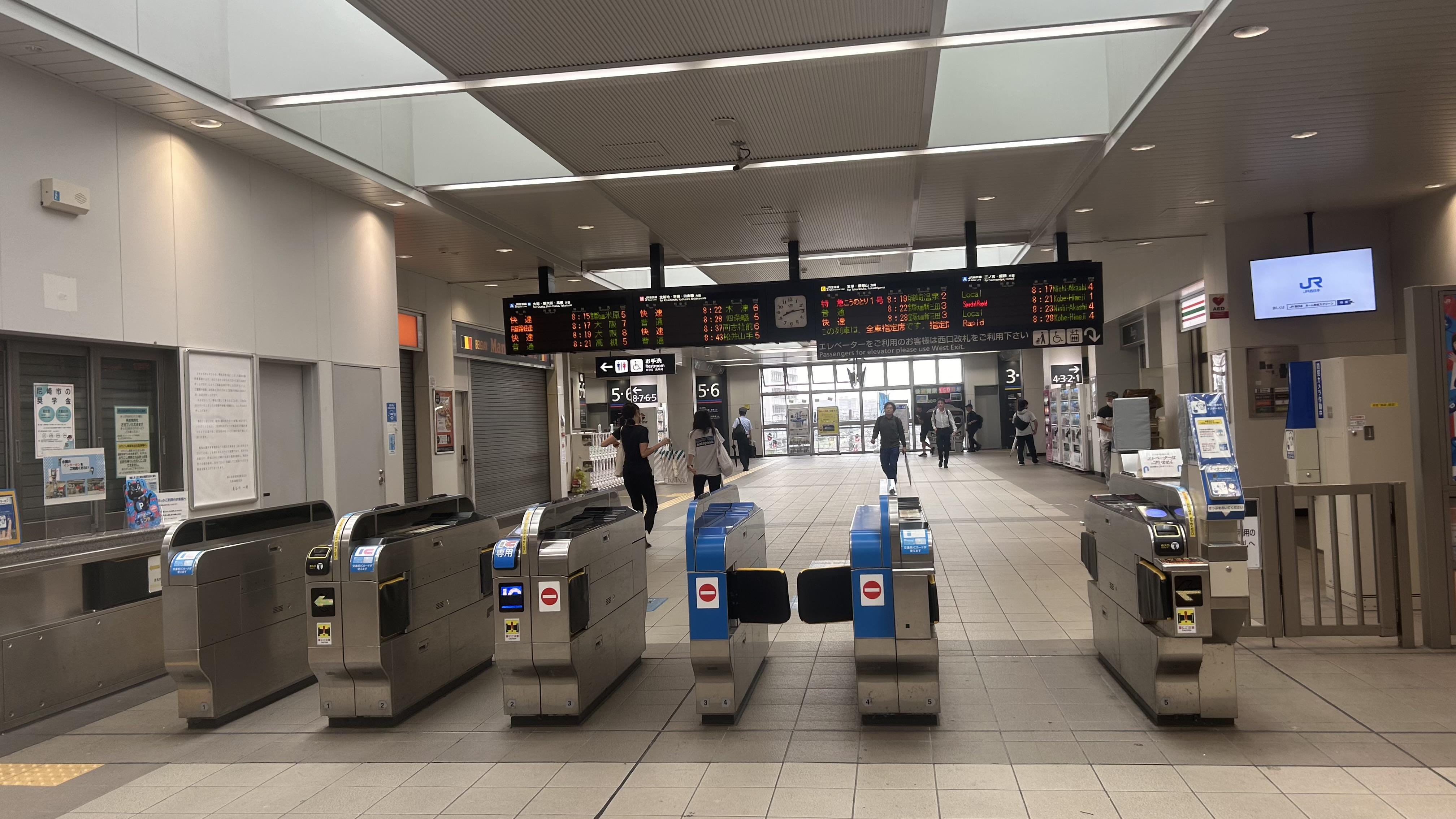
東檢票口

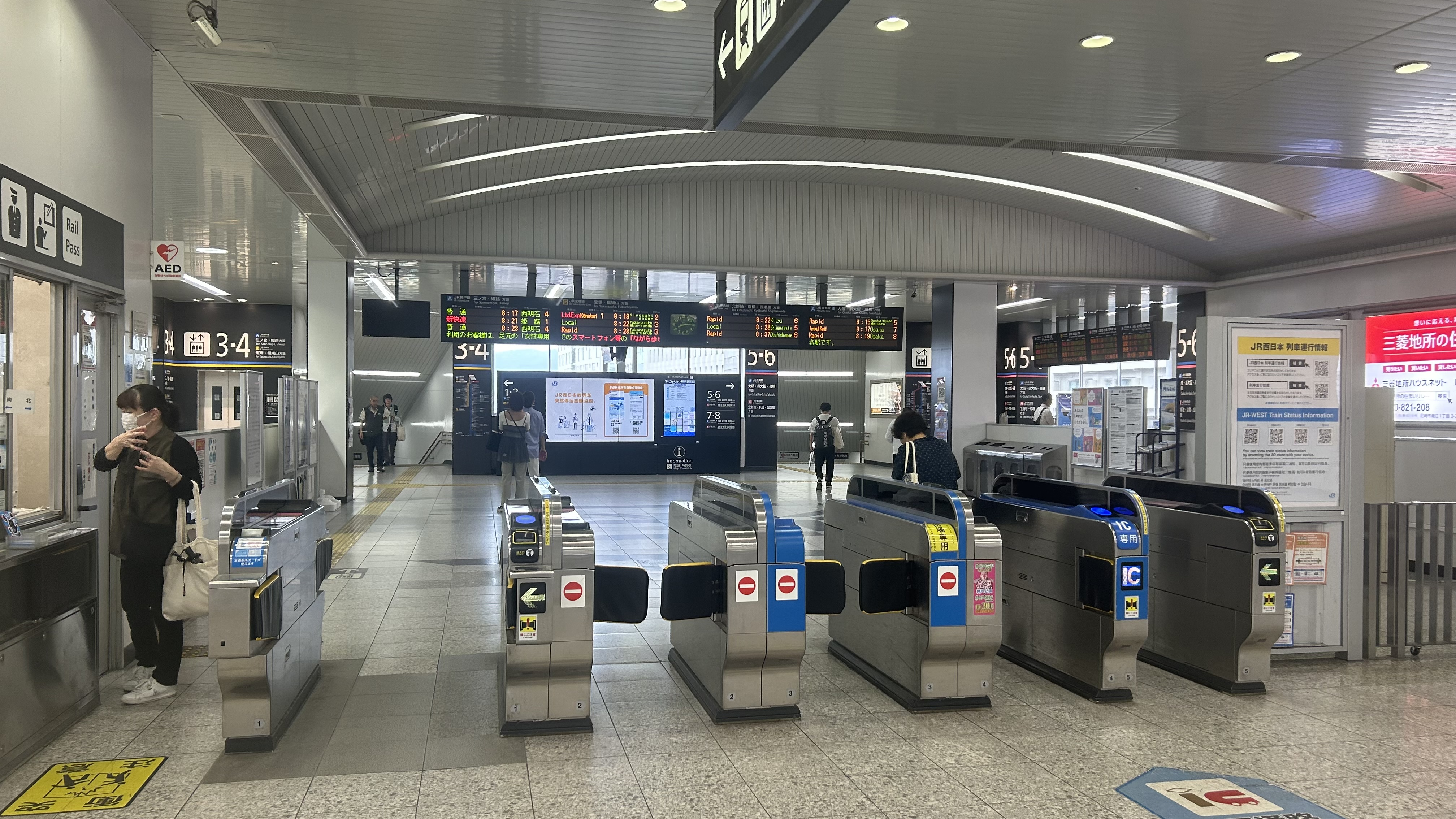
西檢票口

島式月台4面8線和跨站式站房的地面車站。

### 月台配置
| 月台 | 路線     | 目的地                   | 備註                                         |
| ---- | -------- | ------------------------ | -------------------------------------------- |
| 1    | JR神戶線 | 三之宮、姬路方向         | 新快速、部分快速列車                         |
| 2    | JR寶塚線 | 寶塚、福知山方向         | 特急『東方白鸛』、快速                       |
| 3、4 | JR寶塚線 | 寶塚、福知山方向         | JR京都線、JR東西線開出的直通列車             |
| 3、4 | JR神戶線 | 三之宮、姬路方向         | 普通、快速                                   |
| 5、6 | JR京都線 | 大阪、新大阪、高槻方向   | 快速、普通                                   |
| 5、6 | JR東西線 | 北新地、京橋、四條畷方向 | 快速、區間快速、普通 繁忙時部分於7號月台開出 |
| 7    | JR寶塚線 | 大阪、新大阪方向         | 特急『東方白鸛』、快速 早上部分於8號月台開出 |
| 8    | JR京都線 | 大阪、新大阪、高槻方向   | 新快速、部分快速列車                         |

| | ↑ 京橋、四條畷方向            |                                      |
| ← 大阪、京都 、米原、敦賀 方向 | JR西日本 尼崎站的鐵道配線略圖 | → 西明石、姬路、 播州赤穗、上郡 方向 |
| | ↓ 寶塚、福知山方向            |                                      |
| 图例 参考文献：* 以下を参考に作成。 ** 鶴通孝、「尼崎駅配線略図 【改良(新分岐器挿入)後】」、鉄道ジャーナル社、『鉄道ジャーナル』、 「大阪都心に根付いたJR東西線20年」、 第51巻1号（通巻第603号） 2017年1月号、47頁。 ※ 圖片左側交差部分省略了加島站月台。 |                               |                                      |

## 使用情況
2018年度1日平均上車人次為45,439人，是尼崎市內車站當中最多。比阪神電氣鐵道的尼崎站使用人數更多。JR西日本車站排行第18位，兵庫縣內的JR西日本車站次於三之宮站、神戶站、明石站、姬路站、元町站排行第6位。
近年有持續增加傾向，2010年度超過4萬人。
近年的1日平均上車人次推移如下表。
| 年度               | 1日平均上車人次 | 1日平均上車人次 |
| 年度               | 總數            | 定期            |
| ------------------ | --------------- | --------------- |
| 1995年（平成07年） | 24,223          | 15,523          |
| 1996年（平成08年） | 24,274          | 15,707          |
| 1997年（平成09年） | 26,546          | 17,178          |
| 1998年（平成10年） | 27,830          | 17,748          |
| 1999年（平成11年） | 28,520          | 17,887          |
| 2000年（平成12年） | 30,107          | 18,844          |
| 2001年（平成13年） | 30,520          | 19,127          |
| 2002年（平成14年） | 30,769          | 19,262          |
| 2003年（平成15年） | 32,626          | 20,710          |
| 2004年（平成16年） | 33,078          | 21,426          |
| 2005年（平成17年） | 33,506          | 22,001          |
| 2006年（平成18年） | 34,499          | 22,631          |
| 2007年（平成19年） | 35,610          | 23,443          |
| 2008年（平成20年） | 36,496          | 24,324          |
| 2009年（平成21年） | 38,959          | 25,546          |
| 2010年（平成22年） | 40,085          | 26,347          |
| 2011年（平成23年） | 40,679          | 26,898          |
| 2012年（平成24年） | 41,793          | 27,629          |
| 2013年（平成25年） | 42,921          | 28,872          |
| 2014年（平成26年） | 43,071          | 29,393          |
| 2015年（平成27年） | 44,125          | 30,112          |
| 2016年（平成28年） | 44,733          | 30,393          |
| 2017年（平成29年） | 45,110          | 30,735          |
| 2018年（平成30年） | 45,439          |                 |

## 車站周邊
北出口
- Aming潮江
  - ROUND ONE(保齡球場)
  - 霍兵安明酒店
  - 阪急綠洲
- 超級大眾浴池「極樂湯尼崎店」
- 家樂福尼崎店

南出口
- 綠電化尼崎店(ミドリ電化)
- 兵庫縣警尼崎東警察署

## 相鄰車站
西日本旅客鐵道
 JR神戶線（東海道本線）
■新快速
大阪（JR-A47）－尼崎（JR-A49）－蘆屋（JR-A54）
■快速
大阪（JR-A47）－尼崎（JR-A49）－西宮（JR-A52）
■普通
塚本（JR-A48）－尼崎（JR-A49）－立花（JR-A50）
 JR寶塚線（福知山線、大阪站方向直通東海道本線）
- 特急『東方白鸛』停車站

■丹波路快速、■快速
大阪（JR-G47）－尼崎（JR-G49）－伊丹（JR-G52）
■快速（途經JR東西線，塚口站到發）、■區間快速
（加島（JR-H48））－尼崎（JR-H49/JR-G49）－塚口（JR-G50）
■普通
大阪（JR-A47/JR-G47）－塚本（JR-A48/JR-G48）－尼崎（JR-A49/JR-G49）－塚口（JR-G50）
 JR東西線
■快速
加島（JR-H48）－尼崎（JR-H49/JR-G49）－（塚口（JR-G50）、伊丹（JR-G52））
■直通快速（途經大阪東線）
加島（JR-H48）－尼崎（JR-H49）
■區間快速（※）
加島（JR-H48）－尼崎（JR-H49/JR-G49）－（立花（JR-A50）、塚口（JR-G50））
■普通
加島（JR-H48）－尼崎（JR-H49/JR-A49/JR-G49）－（立花（JR-A50）、塚口（JR-G50））
東海道本線貨物支線（北方貨物線、原則上不設旅客運行）
宮原操車場－（塚本）－尼崎

### 曾經存在的路線
日本國有鐵道
福知山線（尼崎港線）
塚口－尼崎（尼崎臨時乘降場）－金樂寺
東海道本線貨物支線
尼崎－（貨）尼崎市場

## 外部連結
- 尼崎｜車站資訊：JR出門網 - 西日本旅客鐵道